# Vauxhall (tuin)

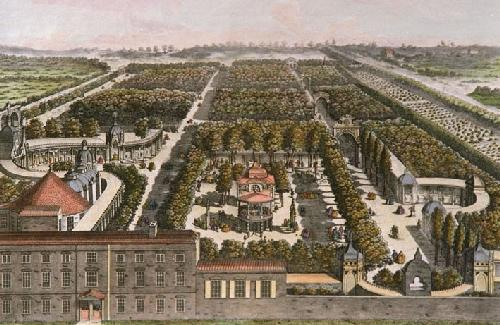
Vauxhall Gardens rond 1751

Vauxhall Gardens was de naam van een uitgaansgelegenheid met tuin (een lusthof) die in Londen heeft bestaan van de zeventiende eeuw tot 1859. Hier kon het publiek uitgaan en was er muziek en vermaak in een aangename omgeving. Het was een parktheater. Een overblijfsel van de bebouwing uit de jaren 1860 is de homobar Royal Vauxhall Tavern.
De naam is overgegaan op soortgelijke inrichtingen, zoals de Vaux-hall te Brussel en de Waux-hall te Bergen. Ze werden vooral bezocht door dames en heren uit de meer gegoede standen.
Daarnaast werd het woord Vauxhall, vooral in de 19e en het begin van de 20e eeuw, gebruikt om er een feest mee aan te geven dat, al dan niet in het kader van een kermis, gegeven werd. Het kon om een muziekuitvoering in een feestelijk versierde zaal gaan, maar ook om een buitengebeuren, waarbij ook vuurwerk werd afgestoken.